# Rădăuți (stacja kolejowa)
Rădăuți (rum: Gara Rădăuți) – stacja kolejowa w miejscowości Radowce, w Okręgu Suczawa, w Rumunii. Stacja jest obsługiwana przez pociągi CFR Călători. Znajduje się na linii kolejowej Dornești - Brodina.
Budynek dworca widnieje na liście obiektów zabytkowych okręgu Suczawa.

## Linie kolejowe
- Linia Dornești – Rădăuți
- Linia Rădăuți – Brodina